# Wobbenbüll
Wobbenbüll là một đô thị thuộc huyện Nordfriesland, bang Schleswig-Holstein, Đức.